# Syllides
Syllides – rodzaj wieloszczetów z rzędu Phyllodocida, rodziny Syllidae i podrodziny Anoplosyllinae. Obejmuje 21 opisanych gatunków.

## Morfologia
Wieloszczety o ciele walcowatym, smukłym, drobnym do niewielkiego. Prostomium jest zaopatrzone w pięć przydatków: parę zrośniętych podstawami głaszczków, parę dłuższych od nich, gładkich czułków bocznych oraz pojedynczy, gładki czułek środkowy. Narządami wzroku są cztery zaopatrzone w soczewki oczy, a niekiedy ponadto para plamek ocznych na przedzie prostomium. Narządy nuchalne wykształcone są w postaci dwóch gęsto orzęsionych rowków umieszczonych grzbietowo-bocznie między prostomium a perystomem. Perystom zaopatrzony jest w dwie pary gładkich, nieskróconych wąsów przyustnych (cirrusów okołogębowych); zwłaszcza ich grzbietowa para jest dobrze rozwinięta. Mogąca się wywracać na zewnątrz gardziel (ryjek) jest prosta, stosunkowo krótka, pozbawiona uzbrojenia i walw wewnętrznych. Grzbietowa strona ciała pozbawiona jest brodawek (papilli). Parapodia są jednogałęziste, każde zaopatrzone w cirrus grzbietowy (dorsalny) i brzuszny (wentralny). Cirrusy grzbietowe począwszy od trzeciego segmentu szczecinkonośnego (chetigeru) są wyraźnie pierścieniowane. Acikule są niezmodyfikowane; brak jest acikul powiększonych o główkowatych wierzchołkach. Pygidium zaopatrzone jest w wąsy odbytowe (cirrusy analne) pozbawione cirroforów.

## Taksonomia
Takson ten wprowadzony został w 1845 roku przez Andersa Sandøe Ørsteda jako podrodzaj Syllis (Syllides) w obrębie rodzaju Syllis. Jego gatunkiem typowym wyznaczono  S. longocirratus. Podrodzaj ten wyniesiony został do rangi rodzaju przez Paula Langerhansa w 1879 roku. Do rodzaju tego zalicza się 21 opisanych gatunków:

- Syllides articulocirratus Gillandt, 1979
- Syllides articulosus Ehlers, 1897
- Syllides bansei Perkins, 1981
- Syllides benedicti Banse, 1971
- Syllides caribica Licher, 1996
- Syllides convolutus Webster & Benedict, 1884
- Syllides eburneus Riser, 1997
- Syllides edentatus Westheide, 1974
- Syllides floridanus Perkins, 1981
- Syllides fulvus (Marion & Bobretzky, 1875)
- Syllides gomezi San Martín, 1990
- Syllides japonicus Imajima, 1966
- Syllides liouvillei Gravier, 1911
- Syllides longocirratus (Örsted, 1845)
- Syllides mikeli Kudenov & Harris, 1995
- Syllides minutus Blake & Walton, 1977
- Syllides papillosa Hartmann-Schröder, 1960
- Syllides reishi Dorsey, 1978
- Syllides sanyaensis Ding & Westheide, 1997
- Syllides setosa Verrill, 1882
- Syllides tam San Martín & Hutchings, 2006